# Neria cibaria
Neria cibaria is een vliegensoort uit de familie van de spillebeenvliegen (Micropezidae). De wetenschappelijke naam is gepubliceerd in 1761 door Linnaeus.